# Annick Lagadec
Annick Lagadec, née le 14 octobre 1950 à Blois et morte le 26 février 2018 à Rennes,, est une journaliste française ayant travaillé aux hebdomadaires Nekepell, puis Breizh-Info et Egin, et considérée comme une militante bretonne de gauche.

## Biographie
Issue d'une famille bretonne, Annick Lagadec a été porte-parole de la Coordination des comités de soutien aux inculpés du droit d'asile, qui défendait les droits des familles suspectées d'avoir hébergé des réfugiés basques.
Le 16 mai 2000, elle est placée en garde à vue et son équipement informatique est saisi dans le cadre de l'affaire de Plévin. En mai 2001, estimant avoir été mise en cause injustement dans cette affaire, elle mandate Me Yann Bouessel du Bourg pour attaquer l'État français en dommages et intérêts pour dysfonctionnement grave du service public de la justice. Le 22 janvier 2008, la cour d'appel de Rennes "a admis qu'il y avait eu dysfonctionnement de la justice" et a condamné l'État à lui verser une indemnisation de 2 500 €, au motif que, entendue comme "simple témoin", la durée de la garde à vue ne pouvait "excéder le temps d'une simple déposition". 
Elle a été membre à partir de 2004 du conseil d'administration de Skoazell Vreizh.

## Publications
- Breizh Euskadi, histoire d'une solidarité, Éditions Breizh-Info, 1998, avec Mikel Gil Cervera
- On n'enferme pas les menhirs : regards sur la Bretagne, 2001,  (ISBN 2913842151)